# Warsaw Cup
Warsaw Cup è una gara di pattinaggio di figura organizzata a Varsavia, in Polonia dall'Associazione di Pattinaggio di Figura Polacca. Dalla stagione 2014-2015 fa parte del circuito ISU Challenger Series, a eccezione della stagione 2018-2019. Comprende gare a livello senior, junior e novice nei singoli, sia maschili che femminili, nella coppia e nella danza su ghiaccio.

## Albo d'oro senior
CS: ISU Challenger Series

### Singolo maschile
| Anno    | Oro                             | Argento                         | Bronzo                          |
| 2012    | Alexander Majorov               | Misha Ge                        | Maciej Cieplucha                |
| 2013    | Stéphane Walker                 | Jorik Hendrickx                 | Maciej Cieplucha                |
| 2014 CS | Alexander Petrov                | Michael Christian Martinez      | Matteo Rizzo                    |
| 2015 CS | Alexander Samarin               | Anton Shulepov                  | Zhan Bush                       |
| 2016 CS | Alexander Majorov               | Dmitri Aliev                    | Stéphane Walker                 |
| 2017 CS | Matteo Rizzo                    | Stéphane Walker                 | Liam Firus                      |
| 2018    | Daniel Grassl                   | Tsao Chih-i                     | Andrew Dodds                    |
| 2019 CS | Andrei Mozalev                  | Petr Gumennik                   | Lee June-hyoung                 |
| 2020 CS | cancellato a causa del COVID-19 | cancellato a causa del COVID-19 | cancellato a causa del COVID-19 |
| 2021 CS | Sōta Yamamoto                   | Daniel Grassl                   | Petr Gumennik                   |
| 2022 CS | Kévin Aymoz                     | Daniel Grassl                   | Lukas Britschgi                 |
| 2023 CS | Lukas Britschgi                 | Mark Gorodnitsky                | Jason Brown                     |
| 2024 CS | Vladimir Samoilov               | Gabriele Frangipani             | Ivan Shmurako                   |

### Singolo femminile
| Anno    | Oro                             | Argento                         | Bronzo                          |
| 2012    | Isabelle Olsson                 | Natalia Popova                  | Sandy Hoffmann                  |
| 2013    | Agata Kryger                    | Camilla Gjersem                 | Elizaveta Ukolova               |
| 2014 CS | Elizaveta Tuktamysheva          | Anastasia Galustyan             | Aleksandra Golovkina            |
| 2015 CS | Elizaveta Tuktamysheva          | Serafima Sakhanovich            | Anastasia Galustyan             |
| 2016 CS | Nicole Schott                   | Kailani Craine                  | Alexandra Avstriyskaya          |
| 2017 CS | Serafima Sakhanovich            | Stanislava Konstantinova        | Courtney Hicks                  |
| 2018    | Anastasia Gulyakova             | Kailani Craine                  | Elżbieta Gabryszak              |
| 2019 CS | Ekaterina Kurakova              | Bradie Tennell                  | Elizaveta Nugumanova            |
| 2020 CS | cancellato a causa del COVID-19 | cancellato a causa del COVID-19 | cancellato a causa del COVID-19 |
| 2021 CS | Maya Khromykh                   | Niina Petrõkina                 | Ekaterina Kurakova              |
| 2022 CS | Ekaterina Kurakova              | Sarina Joos                     | Janna Jyrkinen                  |
| 2023 CS | Ekaterina Kurakova              | Anna Pezzetta                   | Elyce Lin-Gracey                |
| 2024 CS | Katherine Medland Spence        | Ekaterina Kurakova              | Marina Piredda                  |

### Coppie
| Anno    | Oro                                           | Argento                                 | Bronzo                                 |
| 2010    | Mari Vartmann / Aaron Van Cleave              | Katharina Gierok / Florian Just         | Alexandra Herbríková / Alexandr Zaboev |
| 2011    | Anastasia Martiusheva / Alexei Rogonov        | Lubov Bakirova / Mikalai Kamianchuk     | nessun altro partecipante              |
| 2012    | Evgenija Tarasova / Vladimir Morozov          | Maria Paliakova / Nikita Bochkov        | Alexandra Gorovaya / Sergei Deynega    |
| 2013    | Ksenija Stolbova / Fedor Klimov               | Lina Fedorova / Maxim Miroshkin         | Maria Paliakova / Nikita Bochkov       |
| 2014 CS | Lubov Iliushechkina / Dylan Moscovitch        | Lina Fedorova / Maxim Miroshkin         | Valentina Marchei / Ondřej Hotárek     |
| 2015 CS | Aliona Savchenko / Bruno Massot               | Nicole Della Monica / Matteo Guarise    | Goda Butkutė / Nikita Ermolaev         |
| 2016 CS | Valentina Marchei / Ondřej Hotárek            | Chelsea Liu / Brian Johnson             | Minerva Fabienne Hase / Nolan Seegert  |
| 2017 CS | Valentina Marchei / Ondřej Hotárek            | Aleksandra Bojkova / Dmitrij Kozlovskij | Minerva Fabienne Hase / Nolan Seegert  |
| 2018    | l'evento non si è tenuto                      | l'evento non si è tenuto                | l'evento non si è tenuto               |
| 2019 CS | Jessica Calalang / Brian Johnson              | Alina Pepeleva / Roman Pleshkov         | Justine Brasseur / Mark Bardei         |
| 2020 CS | cancellato a causa del COVID-19               | cancellato a causa del COVID-19         | cancellato a causa del COVID-19        |
| 2021 CS | Evgenija Tarasova / Vladimir Morozov          | Jessica Calalang / Brian Johnson        | Yasmina Kadyrova / Ivan Balchenko      |
| 2022 CS | Anastasia Golubeva / Hektor Giotopoulos Moore | Rebecca Ghilardi / Filippo Ambrosini    | Letizia Roscher / Luis Schuster        |
| 2023 CS | Anastasiia Metelkina / Luka Berulava          | Anastasia Vaipan-Law / Luke Digby       | Ioulia Chtchetinina / Michal Wozniak   |
| 2024 CS | Anastasiia Metelkina / Luka Berulava          | Anastasia Vaipan-Law / Luke Digby       | Fiona Bombardier / Benjamin Mimar      |

### Danza su ghiaccio
| Anno    | Oro                                   | Argento                                        | Bronzo                              |
| 2014 CS | Federica Testa / Lukáš Csölley        | Oleksandra Nazarova / Maxim Nikitin            | Wang Shiyue / Liu Xinyu             |
| 2015 CS | Charlène Guignard / Marco Fabbri      | Natalia Kaliszek / Maksym Spodyriev            | Cecilia Törn / Jussiville Partanen  |
| 2016 CS | Ekaterina Bobrova / Dmitri Soloviev   | Tiffany Zahorski / Jonathan Guerreiro          | Lucie Myslivečková / Lukáš Csölley  |
| 2017 CS | Betina Popova / Sergey Mozgov         | Lorraine McNamara / Quinn Carpenter            | Oleksandra Nazarova / Maxim Nikitin |
| 2018    | Tiffany Zahorski / Jonathan Guerreiro | Natalia Kaliszek / Maksym Spodyriev            | Juulia Turkkila / Matthias Versluis |
| 2019 CS | Marie-Jade Lauriault / Romain Le Gac  | Ksenia Konkina / Pavel Drozd                   | Caroline Green / Michael Parsons    |
| 2020 CS | cancellato a causa del COVID-19       | cancellato a causa del COVID-19                | cancellato a causa del COVID-19     |
| 2021 CS | Diana Davis / Gleb Smolkin            | Kana Muramoto / Daisuke Takahashi              | Caroline Green / Michael Parsons    |
| 2022 CS | Loïcia Demougeot / Théo Le Mercier    | Jennifer Janse van Rensburg / Benjamin Steffan | Marie Dupayage / Thomas Nabais      |
| 2023 CS | Evgenia Lopareva / Geoffrey Brissaud  | Hannah Lim / Ye Quan                           | Marie Dupayage / Thomas Nabais      |
| 2024 CS | Evgeniia Lopareva / Geoffrey Brissaud | Emilea Zingas / Vadym Kolesnik                 | Hannah Lim / Ye Quan                |

## Albo d'oro junior

### Singolo maschile
| Anno | Oro                   | Argento             | Bronzo           |
| 2001 |                       |                     |                  |
| 2002 | Dzmitry Malocnikav    | Maciej Lewandowski  | Tommi Piiroinen  |
| 2003 | Sergei Shiliaev       | Dzmitry Malochnikav | Alexandr Kazakov |
| 2004 | Maciej Cieplucha      | Mateusz Chruściński | Janusz Karweta   |
| 2005 | Maciej Cieplucha      | Mateusz Chruściński | Justus Strid     |
| 2006 | Philipp Tischendorf   | Oleksii Bychenko    | Maciej Cieplucha |
| 2007 | Maciej Cieplucha      | Sebastian Iwasaki   | Luca Dematte     |
| 2008 | Petr Coufal           | Ruben Blommaert     | Edwin Siwkowski  |
| 2009 | Ivan Bich             | Kamil Białas        | Mikhail Karaliuk |
| 2010 | Vitali Luchanok       | Edwin Siwkowski     | Kamil Białas     |
| 2011 | Harry Mattick         | Aliaksei Mialiokhin | Kamil Dymowski   |
| 2012 | Panagiotis Polizoakis | Sondre Oddvoll Bøe  | Alexander Bjelde |
| 2013 | Sondre Oddvoll Bøe    | Krzysztof Gała      | Marco Pauletti   |
| 2018 | Gleb Lutfullin        | Xan Rols            | Vincent Mimault  |

### Singolo femminile
| Anno | Oro                 | Argento             | Bronzo                 |
| 2001 |                     |                     |                        |
| 2002 | Laura Lepistö       | Krystina Mikhailava | Evgenia Melnik         |
| 2003 | Evgenia Melnik      | Krystina Mikhailava | Ilona Senderek         |
| 2004 | Laura Czarnotta     | Ilona Senderek      | Joanna Sulej           |
| 2005 | Krystina Mikhailova | Melisa Lahdeoja     | Joanna Sulej           |
| 2006 | Laura Lepistö       | Jelena Glebova      | Iryna Movchan          |
| 2007 | Angelica Olsson     | Minna Parviainen    | Daisy Nevalainen       |
| 2008 | Silvia Lovison      | Ines Karvinen       | Reetta Romppanen       |
| 2009 | Anine Rabe          | Celine Mysen        | Anne Line Gjersem      |
| 2010 | Celine Mysen        | Camilla Gjersem     | Rimgailė Meškaitė      |
| 2011 | Nicole Schott       | Sabrina Schulz      | Camilla Gjersem        |
| 2012 | Annabelle Prölß     | Carla Monzali       | Pernille Sorensen      |
| 2013 | Deimantė Kizalaitė  | Lea Johanna Dastich | Matilde Gianocca       |
| 2018 | Lucrezia Beccari    | Mandy Chiang        | Cheuk Ka Kahlen Cheung |

### Coppie
| Anno | Oro                                      | Argento                                | Bronzo                                       |
| 2001 |                                          |                                        |                                              |
| 2002 | nessun partecipante                      | nessun partecipante                    | nessun partecipante                          |
| 2003 | Joanna Dusik / Patryk Szałaśny           | nessun altro partecipante              | nessun altro partecipante                    |
| 2004 | nessun partecipante                      | nessun partecipante                    | nessun partecipante                          |
| 2005 | Aneta Michałek / Bartosz Paluchowski     | Krystyna Klimczak / Janusz Karweta     | nessun altro partecipante                    |
| 2006 | Maria Sergejeva / Ilja Glebov            | Krystyna Klimczak / Janusz Karweta     | nessun altro partecipante                    |
| 2007 | Krystyna Klimczak / Janusz Karweta       | Andrea Hollerová / Jakub Šafránek      | Katarzyna Wilczyk / Bartłomiej Paluchowski   |
| 2008 | Carolina Gillespie / Daniel Aggiano      | Alexandra Herbríková / Lukáš Ovčáček   | Krystyna Klimczak / Janusz Karweta           |
| 2009 | Evgenia Krapivina / Konstantin Medovikov | Irina Moiseeva / Vladimir Morozov      | Natalia Kaliszek / Michał Kaliszek           |
| 2010 | Magdalena Klatka / Radosław Chruściński  | Anna Siedlecka / Jakub Tyc             | Magdalena Jaskółka / Piotr Snopek            |
| 2011 | Valeria Grechukhina / Andrei Filonov     | Ekaterina Krutskikh / Vladimir Morozov | Kamilla Gainetdinova / Ivan Bich             |
| 2012 | Lina Fedorova / Maxim Miroshkin          | Annabelle Prölß / Ruben Blommaert      | Arina Cherniavskaia / Antonio Souza-Kordeyru |
| 2013 | Maria Vigalova / Egor Zakroev            | Anastasia Kholkina / Vladimir Arkhipov | Julia Linckh / Konrad Hocker Scholler        |

### Danza su ghiaccio
| Anno | Oro                             | Argento                             | Bronzo                       |
| 2018 | Polina Ivanenko / Daniil Karpov | Mariia Holubtsova / Kyryl Bielobrov | Eva Kuts / Dmitrii Mikhailov |

## Albo d'oro novice

### Singolo maschile
| Anno | Oro               | Argento                  | Bronzo            |
| 2001 |                   |                          |                   |
| 2002 | Tomasz Grajcar    | Michael Chrolenko        | Michał Brzeziński |
| 2003 | Edwin Siwkowski   | Vitali Luchanok          | Sebastian Iwasaki |
| 2004 | Sebastian Iwasaki | Sebastian Lofek          | Edwin Siwkowski   |
| 2005 | Abzal Rakimgaliev | Keiran Araza             | Sebastian Lofek   |
| 2006 | Viktor Romanenkov | Jakub Tyc                | Martin Rappe      |
| 2007 | Matthias Versluis | Jan Bielecki             | Sebastian Lofek   |
| 2008 | Kamil Dymowski    | Jan Bielecki             | Mateusz Kowalczyk |
| 2009 | Mandus Thorman    | Victor Bustamante Amazan | Deividas Kizala   |
| 2010 | Deniss Vasiļjevs  | Krzysztof Gała           | Alberto Vanz      |
| 2011 | Deniss Vasiļjevs  | Sondre Oddvoll Bøe       | Deividas Kizala   |
| 2012 | Deniss Vasiļjevs  | Arthur Ribes             | Marco Pauletti    |
| 2013 | Pavel Iuferov     | Andrei Petrenko          | Maxence Collet    |

### Singolo femminile
| Anno | Oro                  | Argento                   | Bronzo               |
| 2001 |                      |                           |                      |
| 2002 | Agata Srokowska      | Caroline Nilsen           | Tanja Aas            |
| 2003 | Laura Czarnotta      | Nicole Gurny              | Beata Gryz           |
| 2004 | Christel De Haan     | Katarzyna Dusik           | Paulina Klimaj       |
| 2005 | Maria Paliakova      | Michelle Tromborg-Nielsen | Sandra Matz          |
| 2006 | Nicole Gurny         | Johanna Allik             | Ines Karvinen        |
| 2007 | Isabelle Olsson      | Naomi de Simone           | Ines Karvinen        |
| 2008 | Anais Claes          | Kathrine Ostby            | Victoria Manni       |
| 2009 | Aleksandra Golovkina | Eveliina Viljanen         | Agata Kryger         |
| 2010 | Aleksandra Golovkina | Alessandra Cernuschi      | Agata Kryger         |
| 2011 | Liubov Efimenko      | Elizaveta Yushenko        | Aleksandra Golovkina |
| 2012 | Deimantė Kizalaitė   | Kristinna Vagtborg Jensen | Shaline Ruegger      |
| 2013 | Anastasija Gubanova  | Diāna Ņikitina            | Julie Froetscher     |

### Coppie
| Anno | Oro                                | Argento                                 | Bronzo                                 |
| 2001 |                                    |                                         |                                        |
| 2002 | nessun partecipante                | nessun partecipante                     | nessun partecipante                    |
| 2003 | Julia Szczerbowska / Łukasz Chluba | Krystyna Klimczak / Janusz Karweta      | Agnieszka Klimek / Bartosz Paluchowski |
| 2004 | nessun partecipante                | nessun partecipante                     | nessun partecipante                    |
| 2005 | Anaïs Morand / Antoine Dorsatz     | nessun altro partecipante               | nessun altro partecipante              |
| 2006 | nessun partecipante                | nessun partecipante                     | nessun partecipante                    |
| 2007 | Irina Moiseeva / Vladimir Morozov  | Alexandra Herbríková / Lukáš Ovčáček    | Natalia Kaliszek / Michał Kaliszek     |
| 2008 | Irina Moiseeva / Vladimir Morozov  | Magdalena Klatka / Radosław Chruściński | Anastasia Ortikova / Stepan Dubrovskiy |
| 2009 | Maria Deryabina / Mikhail Akulov   | Lina Fedorova / Maxim Miroshkin         | nessun altro partecipante              |